# کاروانسرای رباط پشت بادام
کاروانسرای رباط پشت بادام مربوط به دوره صفوی - دوره قاجار است و در شهرستان اردکان، روستای رباط پشت بادام واقع شده و این اثر در تاریخ ۳۰ شهریور ۱۳۷۸ با شمارهٔ ثبت ۲۴۲۵ به‌عنوان یکی از آثار ملی ایران به ثبت رسیده‌است.